# Holothele
Holothele là một chi nhện trong họ Theraphosidae.

## Các loài
Chi này gồm các loài:
- Holothele colonica (Simon, 1889)
- Holothele culebrae (Petrunkevitch, 1929)
- Holothele denticulata (Franganillo, 1930)
- Holothele incei (F. O. P.-Cambridge, 1898)
- Holothele longipes (L. Koch, 1875)
- Holothele ludwigi (Strand, 1907)
- Holothele recta Karsch, 1879
- Holothele rondoni (Lucas & Bücherl, 1972)
- Holothele sanguiniceps (F. O. P.-Cambridge, 1898)
- Holothele sericea (Simon, 1903)
- Holothele shoemakeri (Petrunkevitch, 1926)
- Holothele steini (Simon, 1889)
- Holothele sulfurensis Maréchal, 2005
- Holothele vellardi Rudloff, 1997